# Pedalboard

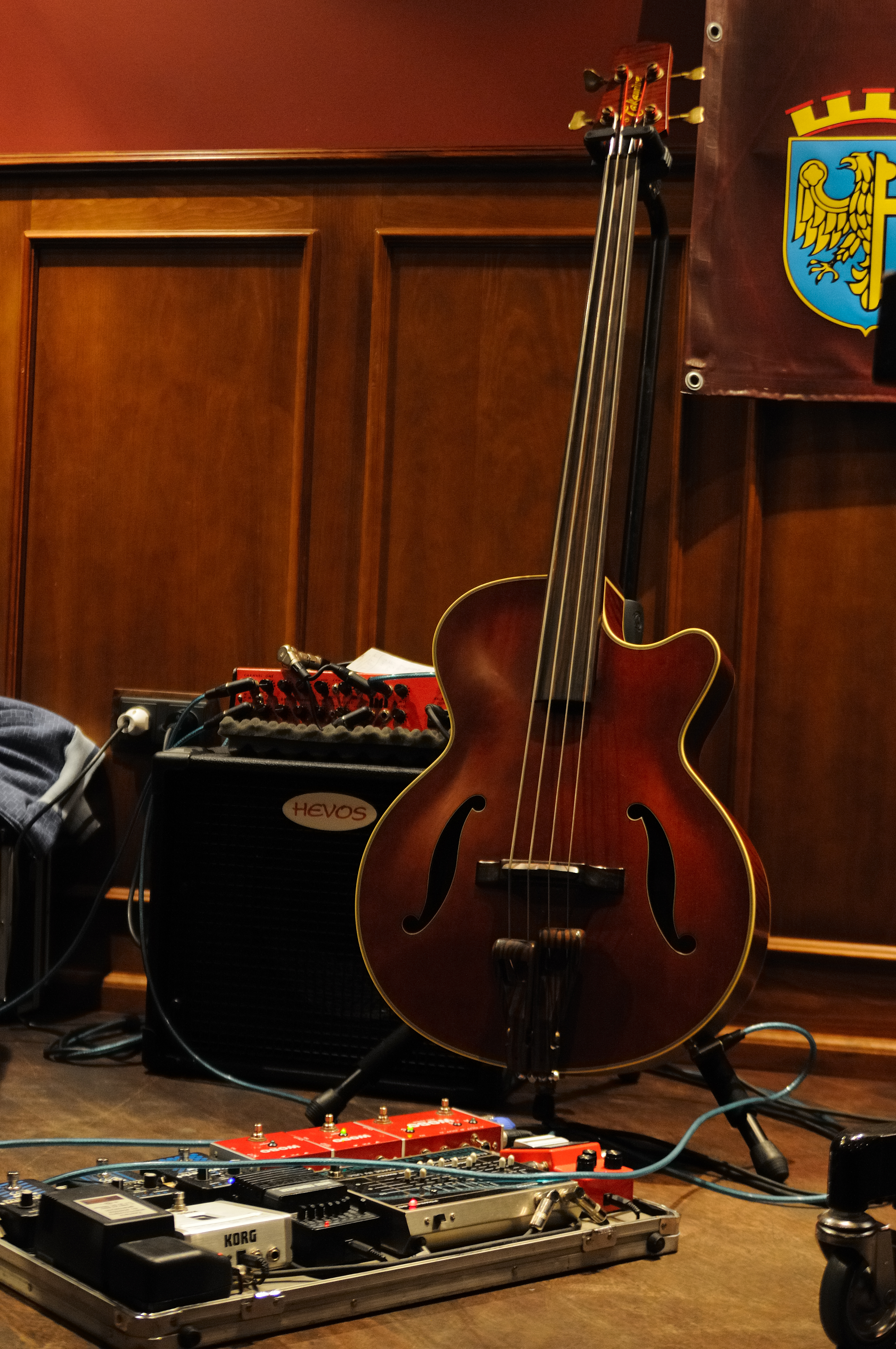
Pedalboard z umieszczonymi na nim efektami gitarowymi. W tle elektroakustyczna gitara basowa firmy Takamine guitars

Pedalboard (slangowo podłoga, deska) – stojak, stelaż, półka służąca do umieszczania na niej tzw. efektów gitarowych – obsługiwanych stopą urządzeń elektronicznych, które modyfikują sygnał elektryczny pochodzący z instrumentu elektrycznego (najczęściej gitary elektrycznej. Zadaniem pedalboardu jest minimalizowanie przestrzeni, którą zajmują efekty. Niektóre pedalboardy mają formę walizki, niektóre zbudowane są z profilowanych listew oraz elementów montażowych, które umożliwiają bezingerencyjne mocowanie efektów do podstawy.
Termin pedalboard w języku angielskim oznacza również klawiaturę nożną instrumentów muzycznych, np. organów.